# 吉隆铁线莲
吉隆铁线莲（学名：Clematis kilungensis）为毛茛科铁线莲属下的一个种。

## 扩展阅读
- 維基物種上的相關：吉隆铁线莲